# 이케우치 사토시
池内 敏（いけうち さとし、1958年-　）
이케우치 사토시는 일본 나고야 대학 교수이다.
1982년 교토 대학 문학부 국사학 졸업. 91년 이 대학원 문학 연구과 박사 후기 과정 중퇴, 돗토리 대학 교양부 강사, 94년 조교수, 99년"근세 일본과 조선 표류민"에서 문학 박사. 2000년 나고야 대학 문학 연구과 교수.
전공은 일본 근세사, 근세 한일 관계.